# Шушерино (Владимирская область)
Шушерино — деревня в Ковровском районе Владимирской области России, входит в состав Малыгинского сельского поселения.

## География
Деревня расположена в 11 км на север от центра поселения деревни Ручей и в 16 км на северо-запад от райцентра города Ковров.

## История
В конце XIX — начале XX века деревня входила в состав Всегодической волости Ковровского уезда, с 1926 года — в составе Савинской волости. В 1859 году в деревне числилось 28 дворов, в 1905 году — 38 дворов. 
С 1929 года деревня являлась центром Шушеринского сельсвовета Ковровского района, с 1940 года — в составе Авдотьинского сельсовета, с 1954 года — в составе Малышевского сельсовета, с 1972 года — в составе Большевсегодичского сельсовета, с 2005 года — в составе Малыгинского сельского поселения.

## Население
| 1859 | 1905 | 1926 | 2002 | 2010 | 2021 |
| ---- | ---- | ---- | ---- | ---- | ---- |
| 221  | ↗348 | ↘278 | ↘20  | ↘8   | ↗41  |